# HD 48265 b
HD 48265 b는 고물자리 방향으로 지구로부터 약 285 광년 떨어진 곳에 있는 항성 HD 48265 주위를 도는, 외계 행성이다. 어머니 항성은 분광형 G의 주계열성이다. 최소 질량은 목성의 1.2배이지만 궤도경사각이 밝혀지지 않았으므로 이 값은 얼마든지 더 커질 수 있다. 항성으로부터 1.6 천문단위 떨어진 곳을 돌고 있으며, 궤도이심률은 0.24이다.
2008년 10월 29일 민니티 연구진이 칠레 아타카마 사막 소재 라 실라 천문대 소재 CORALIE 분광사진기를 이용하여 이 행성을 찾아냈다.

## 같이 보기
- BD-17°63 b
- HD 131664
- HD 143361 b
- HD 145377 b
- HD 153950 b
- HD 20868 b
- HD 43848
- HD 73267 b

## 참고 문헌
- (영어) 민니티 연구진 (2009년 3월). “LOW-MASS COMPANIONS FOR FIVE SOLAR-TYPE STARS FROM THE MAGELLAN PLANET SEARCH PROGRAM” (요약). 《The Astrophysical Journal》 693 (2): 1424-1430. doi:10.1088/0004-637X/693/2/1424. [깨진 링크(과거 내용 찾기)]